# Ejury Lajos
Ejury Lajos (Kozmapuszta (Kutas), 1870. augusztus 21. – Keszthely, 1965. december 8.) gyógyszerész, kémikus, tanár, úszóbajnok. A mosonmagyaróvári Mezőgazdasági Akadémia kémiatanára. Ő volt az első, 1897. évi Balaton-átúszó verseny győztese.

## Élete
Apja Ejury Nándor, a Festetics uradalom főgépésze volt. Ejury Lajos csaknem haláláig dolgozott a keszthelyi patikában.
A keszthelyi Szent Miklós-temetőben helyezték örök nyugalomra (XVIII/D parcella 1.sor., 2. sírhely). Sírját 2021-ben felújította a Nemzeti Örökség Intézete.

## Emlékezete
A Balaton-átúszás 60. évfordulóján a Magyar Rádió riporttal emlékezett meg róla. Emberi kvalitásait meleg szavakkal méltatta Fekete István Megtisztult emlékek című novellájában, ami a „Tanár úr készült?” című, a Móra Könyvkiadó által 1968-ban kiadott könyvben szerepelt.

## Főbb munkái
- Tanulmányok a borok nitrogéntartalmáról. Kolozsvár 1904.
- Jegyzetek a mezőgazdaság természettanából. Kassa 1905.
- Gazdasági éghajlattan. Kassa. 1906.
- Chemia. 1. köt. Szervetlen chemia. Kassa. 1907.
- Természettani és vegytani alapismeretek. Budapest. 1929.